# Rump Parliament
O Rump Parliament (em português, 'parlamento manco' ou 'sobra do parlamento') foi o Parlamento Inglês depois que o coronel Thomas Pride ordenou aos soldados que expurgassem o Long Parliament, em 6 de dezembro de 1648, daqueles membros hostis à intenção dos Grandes de julgar o rei Carlos I por alta traição.

## Origem do termo
Em inglês o sentido mais comum de rump é a garupa de um animal; o sentido de o que restou foi registrado pela primeira vez no contexto do expurgo de 1648.

## Execução de Carlos I e abolição da monarquia

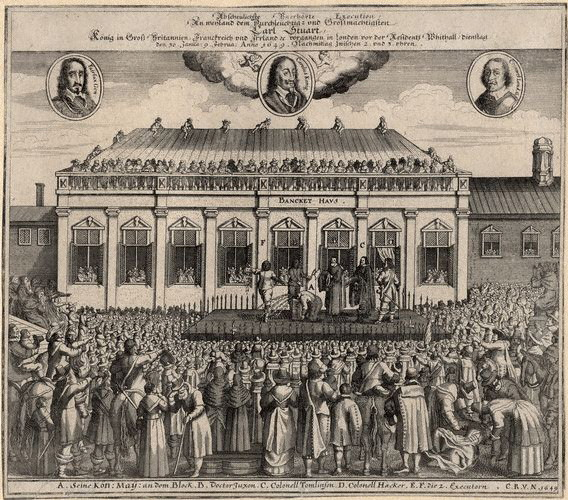
A decapitação de Carlos I (gravura alemã da época)

Quando ficou claro para os líderes do Exército do Novo Modelo que o Parlamento — então controlado pela facção presbiteriana — estava disposto a negociar um acordo com o rei que o devolveria ao trono (ainda que sem poder efetivo) e negasse o poder do Exército, decidiram eliminar o poder do rei e do Parlamento. O expurgo de Pride deixou o Parlamento de joelhos, sob o controle direto do Exército. Em 13 de dezembro de 1648, os membros restantes dos Comuns romperam as negociações com o rei. Dois dias depois, o Conselho de Oficiais do Novo Modelo do Exército votou que o rei fosse removido da Ilha de Wight, onde estava preso, para Windsor "para que fosse rapidamente levado à justiça". Em meados de dezembro, o rei foi transferido de Windsor para Londres.
Em 4 de janeiro de 1649, a Câmara dos Comuns aprovou um decreto para estabelecer um Supremo Tribunal de Justiça para julgar Carlos I por alta traição em nome do povo da Inglaterra. Os lordes o rejeitaram e, como ele não recebeu a aprovação real, Charles solicitou que fosse explicado a ele no início de seu julgamento em 20 de janeiro em Westminster Hall "Com que autoridade fui trazido aqui? Com que autoridade quero dizer de qual autoridade com peso legal?”, para o qual não havia resposta legal de peso de acordo com os estatutos constitucionais da época.
Ele foi condenado por cinquenta e nove comissários (juízes) que assinaram a sentença de morte.
A execução de Carlos I foi adiada até 30 de janeiro, para que a Câmara dos Comuns pudesse aprovar a lei de emergência tornando crime proclamar um novo rei e declarar que os representantes do povo, a Câmara dos Comuns, eram o fonte de todo poder justo. Em 6 de fevereiro a Câmara dos Lordes foi abolida; em 7 de fevereiro a monarquia foi abolida e em 14 de fevereiro foi estabelecido o Conselho de Estado. Finalmente, em 19 de maio, foi aprovado um ato declarando a Inglaterra uma comunidade.

## Comunidade da Inglaterra
Durante a vigência da Commonwealth da Inglaterra (1649 - 1660), o Parlamento Rump aprovou várias leis relacionadas a assuntos religiosos, leis e finanças. A maioria dos membros do Rump queria promover um certo "sentimento religioso", mas ao mesmo tempo restringir seitas puritanas extremas, como os Quakers e os Ranters. Uma Lei de Adultério aprovada em maio de 1650 punia o incesto e o adultério com pena de morte e fornicação com três meses de prisão; A Lei da Blasfêmia de agosto de 1650 pretendia limitar o "entusiasmo" religioso excessivo. Para parar a pregação de evangelistas extremistas, foi formado um "Comitê para a Propagação da Palavra", que concedeu licenças para pregar. Para permitir a liberdade de crença dos puritanos, eles anularam a exigência elisabetana que impunha a presença obrigatória na Igreja Anglicana. Como havia uma maioria de advogados no Rump Parliament, ele não considerou as demandas populares dos Levellers para modificar o caro sistema legal.
O Rabadilla levantou fundos através da venda de terras da coroa e propriedades da igreja, ambas as medidas foram populares. No entanto, os impostos e taxas sobre a terra que foram usados para arrecadar fundos adicionais eram impopulares, pois afetavam qualquer pessoa que possuísse qualquer propriedade. Os fundos obtidos com o confisco de terras monarquistas eram uma fonte abundante de renda, mas era uma faca de dois gumes. Agradou o Parlamento com pessoas como John Downes, que estavam fazendo fortuna no negócio, mas ao mesmo tempo não foi propício para curar as feridas da Guerra Civil.

## Oliver Cromwell

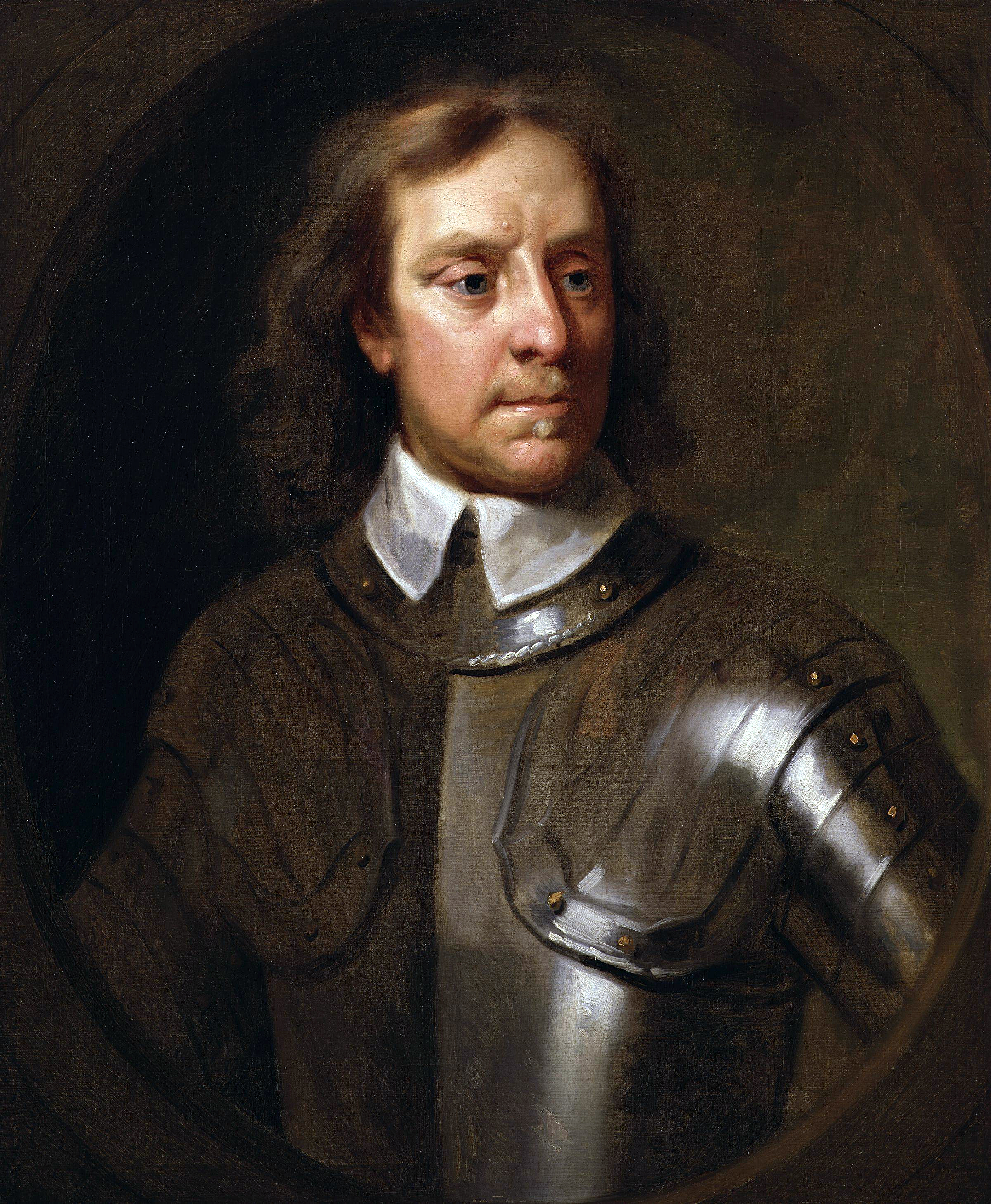
Oliver Cromwell (1599-1658)

Em 1653, depois de saber que o Parlamento pretendia permanecer em sessão, apesar de um acordo para dissolver, e não ter conseguido elaborar uma constituição viável, a paciência de Cromwell acabou. Em 20 de abril, ele participou de uma sessão do Parlamento e ouviu um ou dois oradores. Então ele se levantou e discursou para os membros do Rump Parliament. O texto desta arenga não sobreviveu, embora tenha sido citado com frequência, por exemplo, no Livro dos Dias:
"Você ficou sentado muito tempo sem sucesso nos últimos tempos... Eu digo que você deve ir; e vamos nos livrar de você. Em nome de Deus, vá embora!"
Ele então disse "vocês não são um Parlamento" e chamou um grupo de soldados, comandado pelo major-general Thomas Harrison, e ordenou que desocupassem a câmara. De acordo com Dickens e Belloc, ele então pegou o bastão cerimonial, símbolo do poder parlamentar, declarou que era um "brinquedo de tolo", e ordenou que as tropas "peguem, levem". Thomas Salmon em seu Chronological Historian (Londres, 1723, 106), relata este evento com mais detalhes:
"[Cromwell] exigiu que o presidente desocupasse a presidência e disse a eles que eles estavam sentados por tempo suficiente, gritando Você não é mais o Parlamento, eu digo que você não é mais o Parlamento. Ele disse a Sir Henry Vane que era um jogador; a Henry Martin e Sir Peter Wentworth, que eram mestres prostitutas; a Thomas Chaloner, que era um bêbado; e a Allen, o joalheiro que enganou o público: então ele ordenou a um de seus soldados que levasse o brinquedo do Louco ou o bastão cerimonial e Thomas Harrison removeu o Orador da cadeira da Presidência; em pouco tempo depois que Cromwell os fez desocupar a Câmara, ele fechou as portas e voltou para Whitehall."
Salmon não menciona suas fontes de informação, mas a versão é suficientemente detalhada para sugerir que ele teve acesso a descrições do evento que certamente estavam circulando na época, e que provavelmente foram derivadas de descrições de testemunhas oculares dos eventos. Portanto, é provável que seja preciso em seus aspectos gerais, embora possa não ser nos detalhes.
Um mês após o encerramento do Parlamento de Rubadilla, Oliver Cromwell, aconselhado por Harrison e com o apoio de outros oficiais do Exército, enviou um pedido às igrejas congregacionais em cada condado para nomear aqueles que considerassem adequados para fazer parte do novo governo. Em 4 de julho, uma Assembleia de Nomeados, apelidada de "Assembly of Saints" ou Barebone Parliament (em homenagem a um de seus membros), assumiu o papel dos tradicionais parlamentos ingleses.

## Fim doRump Parliament
Richard Cromwell, o terceiro filho (e filho vivo mais velho) de Oliver Cromwell, foi nomeado Lord Protector após a morte de seu pai. Em 1659 ele convocou o Terceiro Protetorado. No entanto, embora apoiado pelo Exército, ele não conseguiu formar um governo estável e após sete meses o Exército o demitiu do cargo e em 6 de maio de 1659, restabeleceu o Rump Parliament. O Rump Parliament emitiu uma declaração estabelecendo uma "Comunidade sem rei, pessoa única ou casa dos senhores". No entanto, depois de alguns meses, as divisões na comunidade foram resolvidas pela força das armas. Em 12 de outubro, o Rabadilla votou para anular a responsabilidade dos sete comissários que representam o Exército e nomeou Charles Fleetwood comandante-chefe dependendo do presidente da Câmara. No dia seguinte, 13 de outubro de 1659, o Exército em Londres sob o comando de John Lambert assistido por Charles Fleetwood excluiu o Rump Parliament bloqueando os portões do Palácio de Westminster e colocando guardas armados em seus portões. Lambert e Fleetwood criaram um Comitê de Segurança composto por 23 membros para governar o país em vez de Rubadilla com o general Fleetwood e se reportando diretamente a ele, comandante do Exército na Inglaterra e na Escócia.